# Brama
Brama, Brahma ou Bramá (sânscrito em devanāgarī: ब्रह्म = o Absoluto) é o primeiro deus da Trimúrti, a trindade do hinduísmo (os outros deuses são Vishnu e Shiva). Brama é o deus da música e das canções, com imagem representada como um ser de muitas faces. Além disso é considerado, pelos hindus, a representação da força criadora ativa no universo. A visão de universo pelos hindus é cíclica. Depois que um universo é destruído por Shiva, Vishnu se encontra dormindo e flutuando no oceano primordial. Quando o próximo universo está para ser criado, Brama aparece montado numa flor de lótus brotada do umbigo de Vishnu e recria todo o universo.

## Descrição
Depois que Brama cria o universo, ele permanece em existência por um dia de Brama, que vem a ser aproximadamente 4 320 000 000 anos em termos de calendário hindu. Quando Brama vai dormir, após o fim do dia, o mundo e tudo que nele existe é consumido pelo fogo. Quando ele acorda de novo, ele recria toda a criação, e assim sucessivamente, até que se completem 100 anos de Brama.
Brama é representado com quatro cabeças, mas, originalmente, era representado com cinco. O ganho de cinco cabeças e a perda de uma é contado numa lenda muito interessante. De acordo com os mitos, ele possuía apenas uma cabeça. Depois de cortar uma parte do seu próprio corpo, Brama criou dela uma mulher, chamada Satrupa, também chamada de Sarasvati. Quando Brama viu sua criação, ele logo se apaixonou por ela, e já não conseguia tirar os olhos da beleza de Satrupa.
Naturalmente, Satrupa ficou envergonhada e tentava se esquivar dos olhares de Brama movendo-se para todos os lados. Para poder vê-la onde quer que fosse, Brama criou mais três cabeças, uma à esquerda, outra à direita e outra logo atrás da original. Então Satrupa voou até o alto do céu, fazendo com que Brama criasse uma quinta cabeça olhando para cima, foi assim que Brama veio a ter cinco cabeças. Da união de Brama e Satrupa, nasceu Svayambhuva Manu, o pai de todos os humanos.
Nas escrituras, é mencionado que a quinta cabeça foi eliminada por Shiva. Brama falou desrespeitosamente de Shiva, que abriu seu terceiro olho e queimou a quinta cabeça de Brama. Brama tem quatro cabeças (das quais brotaram os quatro Vedas) e quatro braços. Nas mãos, segura uma flor de lótus, um japamālā, um vaso contendo água e os Vedas. O veículo de Brama é o cisne Hamsa, o símbolo do conhecimento. Brama usa um manto branco.
A esposa de Brahma é Sarasvati, a deusa das artes. No passado, era considerado o maior dos deuses, por ter criado o universo. No entanto, com a ascensão de Krishna e Vishnu na devoção popular, decaiu de importância. Atualmente, não é mais comumente venerado de forma independente, mas somente como o membro principal da trimúrti (Brahma, Vishnu e Shiva). As lendas sobre Brama não são tantas nem tão ricas quanto as de Vishnu e Shiva. Para estes deuses, existem incontáveis templos de adoração, mas, para Brama, apenas um, que fica no lago Pushkar, em Ajmer.

## Simbolismo
Como primeiro membro da trimúrti hindu, Brama representa a força de Criação, enquanto Vishnu e Shiva representam, respectivamente, as forças de Conservação e da Destruição (que deve ser entendida como força de renovação de transformação).

## Dia de Brama
Brahma vive cem anos, mas não são anos humanos, são "anos de Brahma". O período do dia ou da noite da vida do deus é chamado de Kalpa, quando a noite de Brahma chega, o universo é reabsorvido (Pralaya) no seu sono divino. Um Kalpa corresponde a 4 320 000 000 anos terrestres. A idade da Terra é medida em quatro Yugas ou "Eras", que são:
- Satya Yuga: 1 728 000 anos
- Treta Yuga: 1 296 000 anos
- Dvapara Yuga: 860 000 anos
- Kali Yuga: 432 000 anos
  - Total: 4 320 000 000 anos[5]

A cada Yuga que se passa, a virtude no mundo vai caindo progressivamente. Na Satya-Yuga, a virtude prevalece e o mal é desconhecido. Na Treta-Yuga, a virtude cai para três quartos. Na Dvapara-Yuga, a virtude já caiu pela metade. Na Kali-Yuga, só resta um quarto de virtude. As quatro Yugas juntas formam a Mahayuga.